# Macmania
Macmania foi uma revista mensal brasileira sobre informática, especializada em computadores Macintosh e produtos da Apple, publicada pela editora Bookmakers de janeiro de 1994 até julho de 2004, e desde então até 2006 pela editora Digerati. A revista produziu um total de 130 edições regulares e uma especial fora de série.

## História

### Formação do núcleo editorial
O ilustrador Tony de Marco e o jornalista Heinar Maracy eram amigos desde o tempo de faculdade e também foram membros da redação da Folha de S. Paulo durante a primeira metade da década de 1990. Tony, na editoria de arte do jornal, foi pioneiro na criação de ilustrações e infográficos utilizando o computador Apple Macintosh, que então era uma plataforma obscura e exótica no Brasil, de uso restrito a profissionais gráficos.
Sem nenhum suporte da Apple, que não possuía filial no Brasil devido ao bloqueio imposto na década anterior pela reserva de mercado de informática, a diminuta comunidade de usuários de Mac comunicava-se através de BBS (bulletin board systems), precursores distantes das mídias sociais, num tempo em que ainda não se havia difundido a World Wide Web.
Em 1993, combinando o talento gráfico de Tony com o texto culto e irônico de Heinar, a dupla criou no computador um fanzine de humor chamado Macintóshico, que foi enviado por fax para uma lista de profissionais criativos que usavam Macs.
Com a recepção unanimemente favorável do fanzine (ou "faxzine", como fora apelidado), foi produzida uma segunda edição, impressa a laser, com tiragem de 200 exemplares. Disso surgiu a ambição dos dois criadores de fundar a editora Bookmakers para lançar uma revista de circulação em bancas que atendesse a comunidade brasileira de usuários da Apple. 
A revista Macmania foi lançada em janeiro de 1994 com uma capa mostrando um indígena brasileiro em sua aldeia, utilizando um dos primeiros modelos de PowerBook, o pioneiro laptop da Apple.
O Macintóshico permaneceu como um encarte dentro da revista por 42 edições, até 2001. Inicialmente ele era formado por oito páginas impressas em preto e branco, e em edições posteriores foi integrado ao miolo colorido da revista. Sua produção era intermitente e dependia do espaço disponível em cada edição.
A Macmania era altamente experimental e anárquica, definida por Tony como "uma revista de humor disfarçada de revista de tecnologia", transcendendo a fórmula usual de guia de compras de produtos e dicas técnicas das publicações do ramo. Dado o seu caráter pioneiro, ela adaptou sua linguagem incorporando termos do jargão corrente de usuários de computadores e, na falta deles, neologismos de ocasião como "becape", "zapinapirrã", "restartar" e "plugandplayabilidade". Isso, somado ao papel de órgão agregador da comunidade, posicionava a revista como um expoente da cibercultura.
Uma parcela dos primeiros leitores da revista tornou-se colaboradora dela, contribuindo com artigos técnicos, dicas, testes de produtos, textos, fotos e ilustrações. O conselho editorial era eclético, reunindo artistas, escritores, publicitários, músicos, videógrafos e desenvolvedores de aplicativos. Como "patrono" foi nomeado David Drew Zingg, jornalista norte-americano radicado no Brasil, à época colaborador da Folha de S. Paulo e também entusiasta do Macintosh. 
A redação promovia reuniões mensais do denominado Conselho Editorial para discutir as pautas futuras. Uma lista de discussão via e-mail tornou-se o ponto central da elaboração de conteúdo. A publicação ganhou notoriedade e foi citada nos cadernos de informática dos grandes jornais, especialmente O Globo e a Folha de S. Paulo..

### Expansão, polêmicas e dificuldades
Em 1995, em parceria com a Esferas Software, empresa especializada em aplicativos para Mac fundada pelo desenvolvedor Ricardo Tannus. a revista lançou o CD-ROM Sharemania, contendo uma seleção de sharewares úteis para Mac. Em 1996, coincidindo com a explosão inicial da Internet, a Macmania lançou website próprio e deixou o posicionamento editorial menos idiossincrático, com Sérgio Miranda como chefe de reportagem e depois editor.
O ritmo dos acontecimentos em meados dos anos 1990 era acelerado pelo frenesi dos primeiros tempos da Internet de massas no Brasil e pela expectativa da vinda oficial da Apple para o país, o que se esperava que causaria uma grande expansão na base de usuários de Mac. A comunidade de usuários era diferenciada, uma vez que as características técnicas da linha Macintosh estavam distantes do que havia disponível então na plataforma IBM-PC compatível com os sistemas operacionais DOS, Windows e Unix, estando o Mac OS adiantado e oferecendo soluções únicas para artes gráficas digitais, multimídia e Web design. Considerados todos esses fatores, uma revista especializada para esse público era amplamente justificada.
Os primeiros anos da Macmania foram desafiadores, devido à relativa escassez de anunciantes, às constantes flutuações do mercado e à recusa da Apple de se assumir como patrocinadora da Macmania, assim que instalou seu escritório no Brasil. Em lugar disso, a empresa fabricante do Mac bancou a publicação de uma versão brasileira da revista norte-americana Macworld para servir de porta-voz da marca. Todavia, a Macworld Brasil não convenceu o público e deixou de circular no mesmo ano. 
As relações entre a Bookmakers e a Apple Brasil seguiram instáveis, com fases de mero descaso ou franca hostilidade da empresa contra a editora ao longo da década. Para os editores isso devia-se à inegociável independência editorial da revista que, em prol da honestidade com seus leitores e colaboradores, não hesitava em criticar a Apple ou um de seus produtos quando entendia cabível. É de se notar que nesse mesmo período a Apple tinha sérias dificuldades de penetração de mercado, tanto no Brasil como nos EUA. Isso pode ter influenciado a postura renitente da marca em relação a imprensa local, portadora de um forte viés negativo em relação ao Macintosh, o qual somente se atenuou após o sucesso do primeiro iMac, lançado por Steve Jobs em 1998.

### Excelência gráfica
A revista Macmania tinha um padrão de qualidade visual excepcionalmente elevado para seu meio e época, refletindo a emergente primazia do uso do computador em artes gráficas. 
As elaboradas capas da Macmania obtiveram notoriedade no mundo editorial e publicitário por abrigarem com frequência ilustradores como Laerte, MZK e Tom Bojarczuk. Foi também uma das primeiras publicações do país empregar a edição de imagem digital em todas as suas fotos editoriais, com retoques e efeitos especiais que somente se tornariam corriqueiros na década seguinte. A prática usual na elaboração das capas era uma colaboração entre Heinar com o tema principal da edição, Tony com o conceito visual da capa, Clicio Barroso com a fotografia e Mario Amaya com a manipulação digital de imagem no Adobe Photoshop. 
Várias capas de revistas exibiam modelos em poses de pin-ups acompanhadas de produtos da Apple, incluindo algumas mulheres que já eram ou viriam a ser celebridades, como Núbia Óliver, Letícia Birkheuer, Fernanda Lima e Paolla Oliveira. Algumas dessas capas incitaram controvérsias com leitores que não aceitavam uma publicação sobre informática fazendo associações entre tecnologia e sensualidade.
Além do tratamento único dado à fotografia, a revista também foi pioneira na utilização de fontes tipográficas exclusivas, desenhadas por Tony de Marco e apresentadas em três reformulações visuais ao longo de sua história. A mais radical delas coincidiu com a edição dupla número 100, de setembro de 2002. Após deixar a editora, Tony especializou-se no ramo e criou a Just In Type, uma foundry tipográfica.
A diagramação utilizava perfis de separação de cores para impressão dedicados para cada tipo de imagem reproduzida, e a impressão de cada edição era inspecionada e aprovada pessoalmente na gráfica por Mario, no papel de segundo "editor de arte", devido ao estágio ainda primitivo do controle de saída das impressoras offset da época.

### Expansão, crises e sobrevida
A editora Bookmakers originou em 1996 uma spin-off, a Revista Magnet, publicação com foco em cibercultura, Linux e software livre, hackerismo, Windows e outros assuntos pertinentes a computadores PC. Seu editor era Luciano Ramalho, tornado conhecido posteriormente como liderança na comunidade de desenvolvedores Python. A revista Magnet falhou em se firmar entre anunciantes e leitores e foi posteriormente convertida numa agência de notícias especializada em informática.
Outro projeto derivado importante foi o website CyberComix, que abrigou histórias em quadrinhos de artistas brasileiros renomados e posteriormente tornou-se um portal pioneiro de animação em Flash.
A Bookmakers publicou em 2002 um livro que pretendia ser o primeiro volume de uma "Coleção Vida Digital", com tutoriais de edição de vídeo por João Velho e de produção musical por Márcio Nigro, ambos especialistas renomados em suas áreas.
Mesmo com a Apple subindo ao topo das marcas da tecnologia, com o sucesso e prestígio dos Macs lançados durante a segunda administração de Steve Jobs, do Mac OS X, do iPod, do iPad e do iPhone, as condições do mercado editorial tornaram-se críticas após a virada do milênio.
Em junho de 2004, a editora Digerati, divisão do Grupo Domo comandada por Alessandro Gerardi e Alessio Fon Melozo, adquiriu os ativos da Macmania, que continuou a ser publicada pela mesma equipe e com o selo Bookmakers por mais um ano, até sofrer uma reformulação radical, com contribuição do designer Carlos Bêla. Heinar Maracy e Sérgio Miranda seguiram como co-editores durante todo esse período, entre as edições 122 e 130, encerrando a publicação definitivamente em 2006.

### Legado
Com o título original encerrado, a mesma editora Digerati passou a publicar em maio de 2006 a revista Macmais, com posicionamento mais abrangente e atenção ampliada para usuários de iPod, iPad e iPhone, tendo Sérgio Miranda como editor-chefe, Heinar como diretor do núcleo e, em épocas sucessivas, Luciano Hagge e Sérgio Bergocce como diretores de arte.
A Macmais circulou em 103 edições mensais, sendo a última delas finalizada em dezembro de 2014 e vendida nas bancas em março de 2015..
O website MacMagazine, fundado por Rafael Fischmann, surgiu pouco depois do website da Macmania e era considerado um "concorrente amigáve!" durante a coexistência dos dois veículos. Permanecendo em formato virtual, tornou-se um dos principais websites jornalísticos sobre tecnologia do Brasil. O MacMagazine apostou em não lançar uma publicação impressa e absorveu a operação online da Macmania em 2005.